# آن غريفيثز
آن غريفيثز (بالإنجليزية: Elizabeth Anne Griffiths)‏ هي أمينة مكتبة بريطانية، ولدت في 2 نوفمبر 1932، وتوفيت في 3 مارس 2017.